# Pečovje
Pečovje je naselje v Občini Štore.

## Prebivalstvo
Etnična sestava 1991:
- Slovenci: 225 (96,6 %)
- Albanci: 5 (2,1 %)
- Hrvati: 1
- Neznano: 1
- Neopredeljeni: 1